# جامعة أوسونوميا
جامعة أوسونوميا (بالإنجليزية: Utsunomiya University)‏ هي جامعة، وجامعة حكومية، تأسست في 1948، في اليابان.